# متی مارکانن
متی مارکانن (فنلاندی: Matti Markkanen; ۱۴ مهٔ ۱۸۸۷ – ۴ فوریهٔ ۱۹۴۲) ژیمناست اهل فنلاند بود.
وی در مسابقات کشوری و بین‌المللی در مجموع برندهٔ ۱ مدال برنز شده‌است.